# Mezzanino
Mezzanino é uma comuna italiana da região da Lombardia, província de Pavia, com cerca de 1.467 habitantes. Estende-se por uma área de 13 km², tendo uma densidade populacional de 113 hab/km². Faz fronteira com Albaredo Arnaboldi, Casanova Lonati, Linarolo, Travacò Siccomario, Verrua Po.

## Demografia
| Variação demográfica do município entre 1861 e 2011                               |
|                                                                                   |
| Fonte: Istituto Nazionale di Statistica (ISTAT) - Elaboração gráfica da Wikipedia |